# Čistoća Zagreb
Čistoća je jedna od 12 podružnica Zagrebačkoga holdinga. Pruža javnu uslugu skupljanja miješanog i biorazgradivog komunalnog otpada i usluga povezanih s javnom uslugom u gradu Zagrebu (odvojeno skupljanje komunalnog otpada putem reciklažnih dvorišta, mobilnih reciklažnih dvorišta, spremnika na javnim površinama i kod korisnika usluga te odvojeno skupljanje krupnog (glomaznog) komunalnog otpada). 
U poslovnim procesima gospodarenja otpadom, Podružnica Čistoća je uvela Integrirano upravljanje prema međunarodnim normama koje uključuje Sustav upravljanja kvalitetom ISO 9001:2015 i okolišem ISO 14001:2015 i Sustav upravljanja zdravljem i sigurnošću na radu prema OHSAS 18001:2007.

## Djelatnosti Čistoće Zagreb
Podružnica Čistoća u poslovima gospodarenja otpadom:
- obavlja skupljanje, prijevoz i oporabu i druge djelatnosti u svezi postupanja s otpadom na području grada Zagreba,
- obavlja interventno skupljanje otpada s "divljih odlagališta otpada" po nalogu Grada Zagreba (komunalnog redarstva),
- obavlja poslove čišćenja i pranja javno-prometnih površina (kolnika, pločnika, trgova, pothodnika, javnih stuba i prolaza) i pražnjenja košarica za otpatke u pješačkoj zoni,
- obavlja poslove održavanja javnih stuba, pješačkih hodnika te prilaza stubama i invalidskim prilazima u zimskom razdoblju,
- održava trajnu komunikaciju s javnostima i podrška je u edukativno informativnim aktivnostima u području gospodarenja otpadom Grada Zagreba.

## Povijest Čistoće Zagreb
Zapisi o usluzi održavanju čistoće grada Zagreba sežu u 1425. godinu i sadržani su u odredbi najstarijeg i do danas sačuvanog gradskog propisa (Statuta) vezanog za brigu o urednosti i čistoći gradskih ulica, a objavilo ga je Poglavarstvo zagrebačkog Gradca:
'Neka se ni jedan čovjek ne usudi ni na koji način baciti ili ukopavati na gradskim ulicama smeće, pučki zvano smeti, koje je pomeo u kući ili vodu od pranja suđa, ili drugu nečistoću, osobito pepeo, pučki zvan perilo ili poplati. Neka se ne usude činiti ni na koji način. A oni koji to učine, neka prvi put plate globu od šezdeset denara, drugi put tri pense (120 denara), a treći put neka pretrpe veću kaznu.'
Korijeni gradskog poduzeća zaduženog za skupljanje smeća i čišćenje grada, datiraju od 1923. godine, kada odvoz gradskog smeća prelazi pod upravu Gradske ekonomije. Ista je s radom otpočela 1915. godine, a 1919. godine prerasla je u samostalno gradsko poljoprivredno poduzeće smješteno na gradskom posjedu na ¨Kajzerici¨. Godine 1924. Gradska ekonomija prvi put sastavlja svoju bilancu, koja se dodaje bilanci Gradskog poglavarstva, s bilancama ostalih gradskih poduzeća.
Brigu o komunalnoj higijeni Zagreba vodila je do 1947. godine Gradska uprava, a 1947. godine formirano je komunalno poduzeće ¨ČISTOĆA¨ - ZAGREB. Zatim poduzeće prelazi u ustanovu, a tijekom 1953. godine ima status ustanove sa samostalnim financiranjem.
Do 1990. godine poduzeće je poslovalo pod više naziva, kada 25.04. na osnovi odluke Skupštine Grada Zagreba kao osnivača, "ČISTOĆA", poduzeće s p.o. – ZAGREB posluje kao javno poduzeće. Čistoća je bila jedno od trgovačkih društava u 100-postotnom vlasništvu Grada Zagreba, koje je 2006. godine pripojeno Gradskom komunalnom gospodarstvu d.o.o. koje od 2.siječnja 2007. nosi naziv Zagrebački holding d.o.o.        

## Projekti za okoliš
U realizaciji misije i vizije, podružnica Čistoća do sada je aktivno sudjelovala u niz EU projekata.
U razdoblju od 2017. – 2020. provodi projekt REEF 2W - Povećanje obnovljivih izvora energije i energetske učinkovitosti integracijom, spajanjem i osnaživanjem gospodarenja komunalnim otpadnim vodama i organskim otpadom. Radi se o trogodišnjem projektu koji je financiran od strane Europske unije u sklopu programa Interreg Central Europe. Na projektu ukupno sudjeluje 13 partnera, dok provedbu istog koordinira talijanska nacionalna agencija za nove tehnologije, energiju i održivi ekonomski razvoj (ENEA). Projekt REEF 2W ima za cilj ponuditi konkretna tehnička i edukativna rješenja za analizu i planiranje procesima optimizacije postrojenja za pročišćavanje otpadnih voda, sustava gospodarenja komunalnim otpadom te smanjenja potrošnje energije na lokalnoj razini.
U 2018. godini završio je trogodišnji pojekt Bin2Grid (puni naziv: Turning unexploited food waste into biomethane supplied through local filling stations networks) koji ima za cilj promicanje odvojenog prikupljanja otpada od hrane od specifičnih i različitih proizvođača (industrija, ugostiteljstvo te kućanstva), a u svrhu proizvodnje biogoriva (biometana) te njegove upotrebe putem lokalne mreže punionica. Projektni konzorcij sastoji se ukupno od 8 partnera iz različitih europskih država (predstavnici ciljanih gradova), a Podružnica Čistoća bila je koordinator projekta. 
Od 2015. do 2017. trajao je projekt PPI4WASTE (puni naziv: Promotion of Public Procurement of Innovation for Resource Efficiency and Waste Treatment). Radi se o projektu koji se bavi smjernicama Europske unije u gospodarenju otpadom s naglaskom na održivost i inovativnost, te također obuhvaća mjere i aktivnosti vezane uz zelenu javnu nabavu u sektoru gospodarenja otpadom. Podružnica Čistoća bila je jedna od 8 partnera na projektu.
Podružnice je također bila dio konzorcija projekta Clean Fleets („Čisti vozni parkovi“) kojega sufinancira Europska komisija u sklopu programa Inteligentna energija u Europi. Projekt je započeo 2012. i dovršen je 2015. Projekt se temelji na Direktivi 2009/33/EZ Europskoga parlamenta i vijeća o promicanju čistih i energetski učinkovitih vozila u cestovnom prijevozu. Danas u svom poslovanju podružnica pretežito koristi vozila s Euro VI motorima.
U razdoblju od 2011. do 2014. podružnica Čistoća sudjelovala je u projektu Urban Biogas, kao jedna od članica konzorcija. Projekt je financiran sredstvima Europske unije u okviru programa Inteligentna energija u Europi. Projekt podupire razvoj proizvodnje biometana iz gradskog otpada koji bi se utiskivao u mrežu prirodnog plina i koristio za pogon vozila u javnom prijevozu u 5 ciljanih europskih gradova. Jezgra projekta je razvoj pet tržišnih koncepata "Od otpada do biometana", s čime bi se doprinijelo ostvarenju europskih ciljeva o smanjenju odlaganja otpada i proizvodnji energije iz obnovljivih izvora.
Podružnica je od 2008. do 2012. sudjelovala u projektu CIVITAS ELAN kao jedan od partnera. Projekt je okupio 39 partnera iz pet europskih gradova s ciljem poboljšanja kvalitete života građana. 